# Club Atlético Talleres (Frías)
El Club Atlético Talleres o simplemente conocido como Talleres de Frías, es un entidad deportiva de la ciudad de Frías, provincia de Santiago del Estero, Argentina. Fue fundado el 15 de marzo de 1919. Su principal actividad es el fútbol y está afiliado a la Liga Cultural de Fútbol de Frías.
Disputó la Copa Argentina en la temporada 2014-15 e igualó los dos encuentros.

## Historia

### Fundación
Fundado por intermedio de trabajadores ferroviarios, comenzó bajo la utilización del nombre San Martín, pero como la mayoría de los fundadores eran empleados de los talleres ferroviarios, optaron por modificar la denominación. Los colores que lo identifican, el rojo y el blanco, se eligieron como homenaje a San Martín de Tucumán (al igual que el diseño de la camiseta con bastones verticales). Don Ramón Rosa Bustamante fue el primer presidente, empleado ferrocarril también del Club Atlético Talleres de Frías.
En aquella época no había una sede social fija, por lo que las reuniones para deliberar distintos temas, se llevaban a cabo en las casas de los dirigentes, siendo una de las más usadas, la vivienda de Don Picco.
Originalmente los entrenamientos de los primeros jugadores se desarrollaban en el Barrio Oeste, pero con el correr de los tiempos, los mismos comenzaron a realizarse en la Calle Belgrano.
En 1940 se crea el primer estatuto bajo la presidencia de Don Manuel Castellanos, siendo el vice-presidente Don Moisés Melo.
El 6 de agosto de 1947 marca un hecho histórico para la entidad ya que mediante el Decreto Serie A Número 1750, Talleres consigue su personería jurídica.

## Instalaciones

### Estadio
Otro de los hechos más trascendentales en la historia del club es la creación de su estadio. El 18 de abril de 1988 se inicia la construcción de uno de los sueños más anhelados que se iría a concretar el 9 de octubre de 1995 con la habilitación del Manuel Misael Castellanos. Se encuentra ubicado sobre la calle Maipú, en el sector sudeste de la localidad de Frías, posee una capacidad de 3.000 espectadores, siendo este recinto uno de los más importantes de la Liga Cultural de Fútbol de Frías.

## Rivalidades
Su principal rival es el Club Atlético Central Córdoba, también de la misma ciudad y con quien disputa el Clásico Friense.